# Iacopo Bortolas
Iacopo Bortolas (ur. 7 czerwca 2003) – włoski kombinator norweski, czterokrotny medalista mistrzostw świata juniorów.

## Kariera
Po raz pierwszy na arenie międzynarodowej pojawił się 30 stycznia 2016 roku w Tarvisio, gdzie w zawodach dzieci zajął dwudzieste dziewiąte miejsce. 
W 2021 roku na mistrzostwach świata juniorów w Lahti zdobył brązowy medal w sztafecie mieszanej, a rok później na mistrzostwach świata juniorów w Zakopanem srebrny medal w sztafecie mieszanej. W 2023 roku na mistrzostwach świata juniorów w Whistler zwyciężył w zawodach metodą Gundersena na 10 km oraz był trzeci w sztafecie mieszanej.
W Pucharze Świata zadebiutował 20 marca 2021 roku w Klingenthal zajmując 49. miejsce w Gundersenie. Pierwsze pucharowe punkty zdobył 22 stycznia 2023 roku w Klingenthal, gdzie był dwudziesty dziewiąty w Gundersenie.

## Osiągnięcia

### Igrzyska olimpijskie
| Miejsce | Dzień     | Rok  | Miejscowość | Konkurencja           | Wynik zwycięzcy | Strata  | Zwycięzca      |
| ------- | --------- | ---- | ----------- | --------------------- | --------------- | ------- | -------------- |
| 33.     | 9 lutego  | 2022 | Zhangjiakou | Gundersen HS106/10 km | 25:07,7         | +4:47,1 | Vinzenz Geiger |
| 39.     | 15 lutego | 2022 | Zhangjiakou | Gundersen HS140/10 km | 27:13,3         | +5:16,3 | Jørgen Graabak |
| 9.      | 17 lutego | 2022 | Zhangjiakou | Sztafeta HS140/4x5 km | 50:45,1         | +6:21,9 | Norwegia       |

### Mistrzostwa świata
| Miejsce | Dzień     | Rok  | Miejscowość | Konkurencja           | Wynik zwycięzcy | Strata  | Zwycięzca          |
| ------- | --------- | ---- | ----------- | --------------------- | --------------- | ------- | ------------------ |
| 33.     | 25 lutego | 2023 | Planica     | Gundersen HS102/10 km | 24:36,3         | +3:39,0 | Jarl Magnus Riiber |
| 6.      | 1 marca   | 2023 | Planica     | Sztafeta HS138/4x5 km | 47:20,4         | +2:30,5 | Norwegia           |
| 34.     | 4 marca   | 2023 | Planica     | Gundersen HS138/10 km | 23:42,6         | +5:39,3 | Jarl Magnus Riiber |

### Mistrzostwa świata juniorów
| Miejsce | Dzień       | Rok  | Miejscowość    | Konkurencja                       | Wynik zwycięzcy | Strata  | Zwycięzca          |
| ------- | ----------- | ---- | -------------- | --------------------------------- | --------------- | ------- | ------------------ |
| 41.     | 23 stycznia | 2019 | Lahti          | Gundersen HS100/5 km              | 13:43,0         | +2:58,2 | Julian Schmid      |
| 8.      | 25 stycznia | 2019 | Lahti          | Sztafeta HS100/4x5 km             | 53:16,4         | +3:02,7 | Niemcy             |
| 40.     | 27 stycznia | 2019 | Lahti          | Gundersen HS100/10 km             | 28:16,8         | +4:18,4 | Johannes Lamparter |
| 12.     | 4 marca     | 2020 | Oberwiesenthal | Gundersen HS105/10 km             | 24:00,1         | +2:48,9 | Jens Lurås Oftebro |
| 5.      | 6 marca     | 2020 | Oberwiesenthal | Sztafeta mieszana HS105/4x2,5 km  | 41:15,6         | +1:21,5 | Norwegia           |
| 9.      | 8 marca     | 2020 | Oberwiesenthal | Sztafeta HS105/4x5 km             | 47:23,5         | +5:34,4 | Austria            |
| 26.     | 11 lutego   | 2021 | Lahti          | Gundersen HS100/10 km             | 26:24,3         | +4:16,7 | Johannes Lamparter |
| 3.      | 12 lutego   | 2021 | Lahti          | Sztafeta mieszana HS100/4x3,75 km | 41:29,1         | +52,0   | Norwegia           |
| 9.      | 2 marca     | 2022 | Zakopane       | Gundersen HS105/10 km             | 23:30,9         | +1:55,1 | Stefan Rettenegger |
| 2.      | 4 marca     | 2022 | Zakopane       | Sztafeta mieszana HS105/4x3,75 km | 41:11,8         | +3,9    | Niemcy             |
| DSQ     | 1 lutego    | 2023 | Whistler       | Sztafeta HS104/4x5 km             | 50:17,8         | -       | Austria            |
| 1.      | 3 lutego    | 2023 | Whistler       | Gundersen HS104/10 km             | 25:59,2         | -       | -                  |
| 3.      | 4 lutego    | 2023 | Whistler       | Sztafeta mieszana HS104/4x5 km    | 37:02,9         | +1:00,8 | Austria            |

### Zimowe igrzyska olimpijskie młodzieży
| Miejsce | Dzień       | Rok  | Miejscowość        | Konkurencja         | Wynik zwycięzcy | Strata  | Zwycięzca          |
| ------- | ----------- | ---- | ------------------ | ------------------- | --------------- | ------- | ------------------ |
| 18.     | 18 stycznia | 2020 | Lozanna / Prémanon | Gundersen HS90/6 km | 14:45,8         | +2:27,7 | Stefan Rettenegger |

### Puchar Świata

#### Miejsca w klasyfikacji generalnej
- sezon 2020/2021: niesklasyfikowany
- sezon 2021/2022: niesklasyfikowany
- sezon 2022/2023: 60.
- sezon 2023/2024: 52.
- sezon 2024/2025: 72.

#### Miejsca na podium chronologicznie
Jak dotąd Bortolas nie stawał na podium zawodów PŚ.

### Puchar Kontynentalny

#### Miejsca w klasyfikacji generalnej
- sezon 2019/2020: niesklasyfikowany
- sezon 2020/2021: 50.
- sezon 2021/2022: nie brał udziału
- sezon 2022/2023: 26.
- sezon 2023/2024: nie brał udziału
- sezon 2024/2025: 37.

#### Miejsca na podium chronologicznie
Jak dotąd Bortolas nie stawał na podium zawodów PK.

### Letnie Grand Prix

#### Miejsca w klasyfikacji generalnej
- 2021: (43.)[9]
- 2022: 17. (38.)[10]
- 2023: (58.)[11]
- 2024: 12. (40.)[12]

#### Miejsca na podium chronologicznie
Jak dotąd Bortolas nie stawał na podium zawodów LGP.